# Hydroxyde d'argent(I)
L'hydroxyde d'argent(I) est un composé inorganique de formule AgOH. C'est un composé solide brunâtre, instable et faiblement soluble.

## Synthèse
L'hydroxyde d'argent peut être obtenu par électrolyse.
Il peut aussi être obtenu par réaction entre une solution de nitrate d'argent avec une solution équimolaire d'hydroxyde de sodium. Un précipité d'hydroxyde d'argent se forme alors, en équilibre avec la formation d'un précipité d'oxyde d'argent(I)
2 Ag+ + 2 HO− → 2 AgOH ↓  {\displaystyle \rightleftharpoons }  H2O + Ag2O ↓
Ce dernier équilibre entre oxyde d'argent et hydroxyde d'argent a une constante de réaction de 1,33 × 10−3, sachant que AgOH est moins soluble dans l'eau que Ag2O :
2 AgOH  {\displaystyle \rightleftharpoons }  H2O + Ag2O ↓ (pKs = 2,875)
Le précipité ainsi obtenu est extrait, puis nettoyé à l'eau et au méthanol.
Il est également possible de faire cette réaction dans l'éthanol anhydre, empêchant la formation d'oxyde d'argent.